# 호찌민 주석릉
호찌민 주석릉(베트남어: Lăng Chủ tịch Hồ Chí Minh 陵主席胡志明[*])은 베트남 하노이 바딘군에 있는 베트남 혁명 지도자 호찌민의 능이다. 베트남 독립선언문을 낭독했던 바딘 광장의 중앙에 2년의 세월에 걸쳐 높이 21.6m에, 3층으로 지어져 1975년 9월 2일에 완성되었다. 바딘 릉(베트남어: Lăng Ba Đình)로 알려져 있으며, 현재 대중에게 공개되어 있다.

## 개요
건축 작업은 1973년 9월 2일에 시작되었고, 영묘는 1975년 8월 29일 공식적으로 개장했다. 이 묘는 모스크바에 있는 레닌 묘에서 영감을 얻었으나 경사진 지붕과 같은 독특한 베트남만의 건축 요소를 포함하고 있다. 외관은 회색 화강암으로 이루어져 있고, 내부는 회색, 검은색과 빨간색 광택이 나는 돌을 사용했다. 영묘의 현관에는 호찌민(Chō tịch Hồ Chí Minh) (호찌민 주석)이라는 단어가 새겨져 있다. 옆에 있는 배너에는 “베트남 사회주의 공화국 만세”(Nước Cộng Hòa Xã Hội Chủ Nghĩa Việt Nam Muôn Năm)라는 글귀가 새겨져 있다.
구조는 높이 21.6m, 너비 41.2m이다. 영묘를 측면에 배치한 것은 퍼레이드를 보기 위한 것으로 일곱 계단이 있는 두 개의 연단이 있다. 영묘 앞 광장은 240개의 녹색 사각형으로 나뉘어 있다. 영묘를 둘러싼 정원에는 베트남의 여러 지역에서 수집해 온 약 250종의 식물과 꽃이 있다.
호찌민의 유체는 경비원의 보호를 받으면서 일년내내 냉방시설이 완비되어 있는 중앙홀에 영구 보존 처리가 되어 있다. 유체는 희미한 빛을 밝힌 유리관에  놓여 있다. 무덤은 일반적으로 매일 대중에게 공개되고 있다.
묘지 내부에는 베트남 인민군이 경호를 하고 있으며, 잡담은 금지되어 있고, 멈춰선 것은 허용되지 않는다. 내부 촬영이 금지되어 있지만, 매너모드에 있는 상태의 스마트폰과 소형 카메라는 반입이 가능하다. 대형 카메라와 캠코더는 무료로 맡아준다. 바딘 광장으로 나온 뒤에는 자유롭게 촬영할 수 있다. 또한 아침 묘소 공개 시간은 광장 단체 입장이 규제되어 있고, 〈호찌민 관저〉와 〈호찌민 박물관〉에는 호찌민 묘소에 입장한 사람만 입장 할 수 있다. 공개 시간 이외는 도보로 광장에 자유롭게 들어갈 수 있으며, 직접 〈호찌민 관저〉와 〈호찌민 박물관〉'에 입장할 수 있게 된다.
호찌민은 살아 생전에 검소한 삶을 영위해 왔다. 죽음에 이르렀을 때도 화장하여 자신의 유골을 북부(통킹), 중부(안남), 남부(코친차이나)에 뿌려주길 원했고, 개인숭배로 이어지는 묘소 건립을 원하지 않았다. 그러나 베트남 당국은 그의 유서 전문을 공개하지 않았고, “인민들을 위해 통일 후에도 만날 수 있도록 몸을 보존했다”는 명목으로 건설된 것이다.

## 같이 보기
- 호찌민 박물관 (영묘 바로 옆에 있음)
- 호찌민 관저

- 마이딕 묘지